# Asociación cannábica

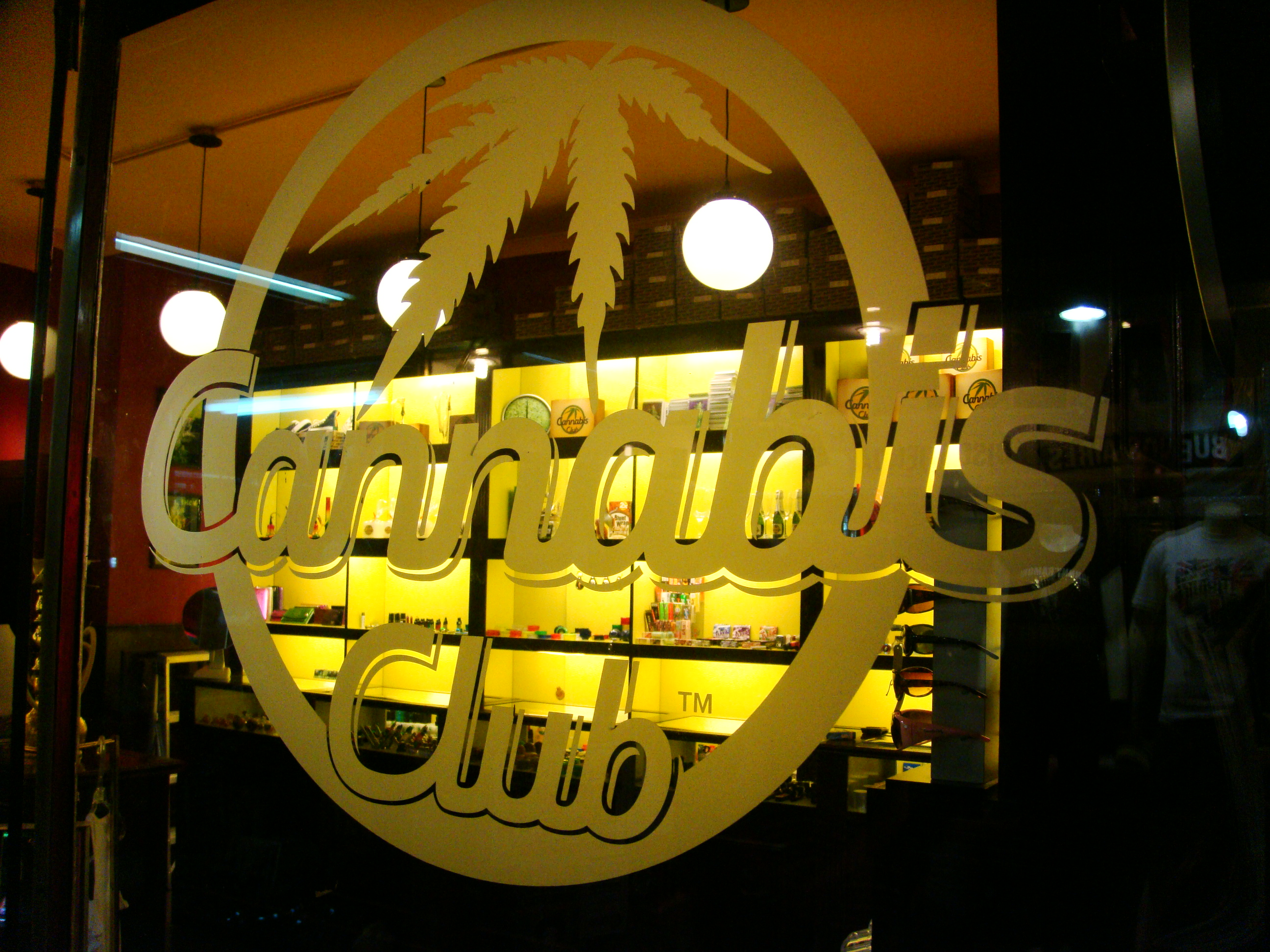
Club cannábico en Buenos Aires.

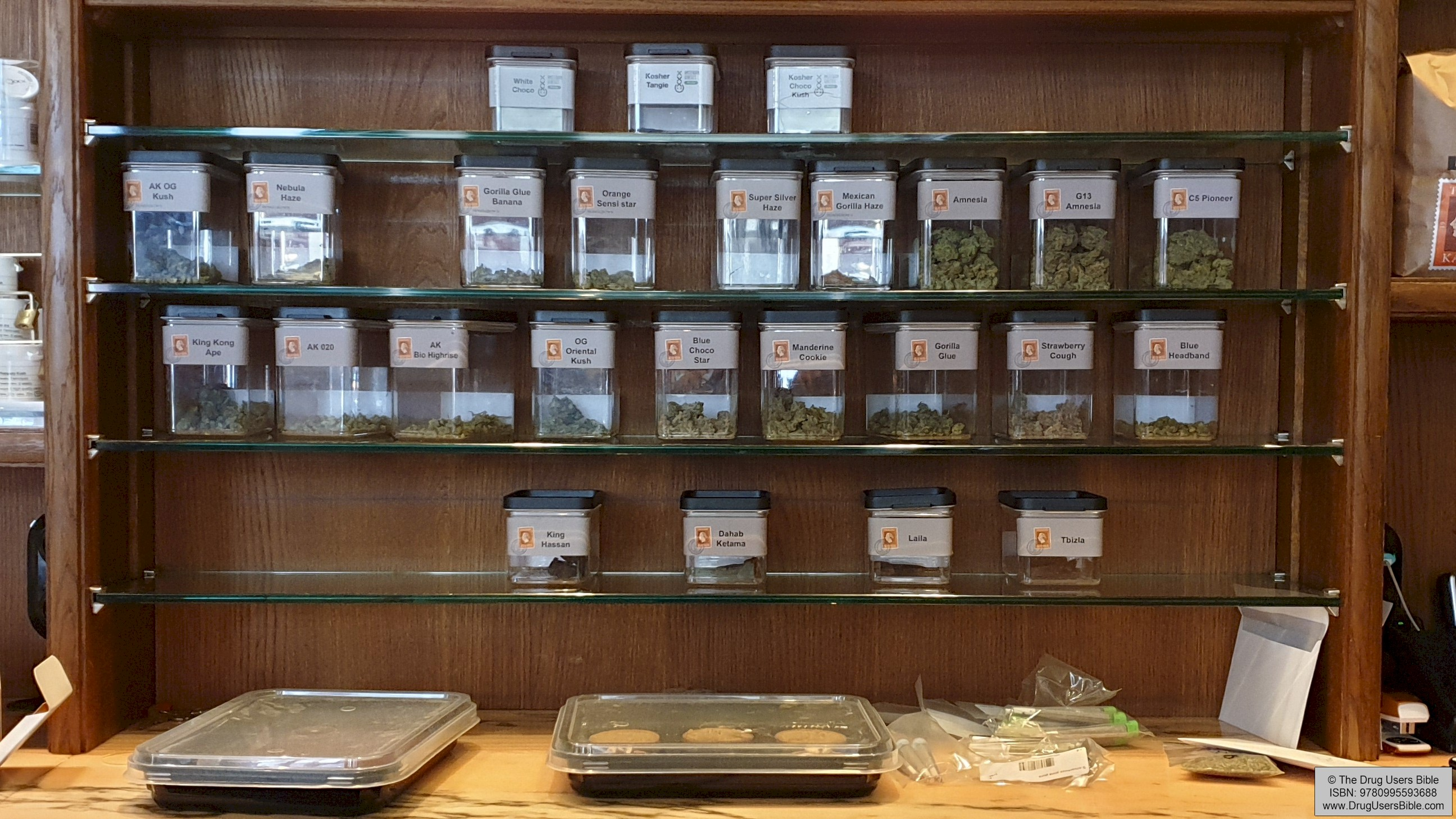
Estante con variedades de cannabis en una aso o asociación cannábica

Una asociación de consumidores de cannabis o simplemente asociación cannábica es un tipo de organización no gubernamental concebida para la producción y distribución de cannabis y sus derivados. Las cantidades varían aunque generalmente se produce lo suficiente para abastecer a los miembros y evitar que vaya a parar a terceras personas; lo cual sería considerado tráfico ilegal. No están limitadas al consumo terapéutico, pudiendo acudir un adulto sano a una asociación para practicar el uso recreativo del cannabis. Para acceder a una asociación de consumidores de cannabis se requiere ser mayor de edad y contar con el aval de uno de sus miembros. La mayoría de entidades cobran una membresía anual que normalmente ronda los 20 euros.

## Historia
El concepto «asociación cannábica» es un concepto utilizado por la organización no gubernamental Coalición europea para una política de drogas justa y eficaz (ENCOD) para referirse a una propuesta alternativa a la situación legal actual que regule la producción, posesión, distribución y consumo del cannabis.
Esta propuesta se encuentra englobada en una propuesta de mayor ámbito que sugiere la regulación de las drogas como manera sensible y eficaz de disminuir los problemas relacionados con las drogas, reducir el crimen organizado y liberar dinero público para programas de salud, educación y desarrollo social.
En el ámbito del cannabis esta propuesta tiene antecedentes en la situación legal actual en Países Bajos pero no se encuentra basada en ella.

## En España
La primera asociación cannábica (coloquialmente, aso) en España es la Asociación Ramón Santos de Estudios sobre el Cannabis (ARSEC), fundada en Barcelona en 1991. Desde entonces, no han dejado de crearse asociaciones cannábicas en Barcelona, Madrid, Bilbao, Sevilla, Valencia y todo el resto de España. En 2014 fueron estimadas entre mil y 1200 por todo el país, las cuales permanecen activas gracias a un estado de «alegalidad» (vacío legal). El modelo de clubs cannábicos españoles ha sido imitado en Uruguay y en Malta, así como en Alemania para incluirse en el proceso de legalización del cannabis que actualmente, en el 2022, se está llevando a cabo en el país centroeuropeo.
Según un estudio realizado por Juan Muñoz y Susana Soto, a petición del Comisionado de la droga de la Junta de Andalucía, en el marco legal actual en España “Esta iniciativa sólo tendría cabida en nuestro ordenamiento jurídico si se configura como un proyecto referido a la creación de centros no abiertos a un público indiscriminado, sino de acceso restringido a fumadores de hachís o marihuana, en los que se exigiría como medida de control del acceso el tener la condición de consumidor habitual. Se trataría, por tanto, de lugares de consumo privado entre consumidores habituales en los que se podría adquirir y consumir cantidades que no sobrepasen el límite de un consumo normal. No estaría permitido el tráfico de cannabis entre los consumidores y la cantidad de cannabis adquirida debería ser consumida en el recinto”.
En los últimos años los clubes sociales de cannabis han crecido de forma vertiginosa en Cataluña, especialmente en Barcelona, donde se calcula que existen unas 400 entidades que agruparían a unas 165.000 personas, según los datos proporcionados por la Federación de Asociaciones Cannábicas Autoreguladas de Cataluña (Fedcac). El gobierno catalán están estudiando regular estas asociaciones que se mueven en una situación de alegalidad.
En el País Vasco, donde hay 77 clubes legalmente inscritos que agrupan a unos 10 000 socios, el parlamento ha puesto en marcha una iniciativa para aprobar una ley que regule la actividad de los clubes y que ponga fin a la «inseguridad jurídica» en que viven.